# New Urban Cowboy: Toward a New Pedestrianism
New Urban Cowboy: Toward a New Pedestrianism (dt. Neuer urbaner Cowboy: Einer neuen Fußgängerkultur entgegen) ist ein 2008 als DVD erschienener Dokumentarfilm über den US-amerikanischen Künstler und Städteplaner Michael Edward Arth (weitgehend bekannt als Michael E. Arth), seine Neue Fußgängerkultur Bewegung, und seine Bemühungen, Städte zu erneuern, angefangen mit „Crack City“ einem innerstädtischen Elendsviertel in DeLand, Florida. Diese 83 Minuten lange internationale Ausgabe – mit Untertiteln in Spanisch, Französisch, Deutsch, Japanisch und Chinesisch – wurde aus einer 100-Minuten-Version zusammengestellt, die es bereits in den Kreis der Filmfestspiele geschafft hatte. Die frühere Version hieß Neuer Urbaner Cowboy: Die Arbeiten des Michael E. Arth.

## Zusammenfassung
Die Handlung begleitet Michael E. Arth und seine schwangere Frau, Maya, auf einem Trek querfeldein von Santa Barbara, CA – wo sie in einer geräumigen Villa umgeben von Wasserfällen gelebt haben – zu einem ruinierten und gefährlichen Viertel in einer kleinen Stadt in Florida. Arth kauft 30 Eigenheime und Läden und verwandelt das Elendsviertel in der Innenstadt von DeLands in den “historischen Garten Distrikt.” Mit Pistolen, die Nägel und Tacker schießen und mit vorsichtiger Überzeugungskraft statt gewalttätiger Konfrontation, vertreibt er die Drogenhändler und andere Kriminelle und schafft ein Sanierungsmodell für die Art und Weise, neue Städte und Viertel zu bauen. Der Film geht auch der Entwicklung seiner städteplanerischen Philosophie nach, Neue Fußgängerkultur, und endet auf einer euphorischen, optimistischen Note mit einer Vision für die Zukunft. Da ist auch ein Teil, dokumentiert mit archiviertem Filmmaterial, welches Arths frühes Leben und Kampf als Surfer, Künstler, Bauherr und Haus/Städterplaner aufzeichnet.

## Neue Fußgängerkultur (New Pedestrianism oder NP)
Neue Fußgängerkultur ist eine idealistischere Variante des New Urbanism. Theorie der Stadtplanung, gegründet 1999 durch Michael Edward Arth, einem amerikanischen Künstler, Stadt/Haus/Landschaftsdesigner, Futurist und Autor. NP spricht die Probleme in Verbindung mit New Urbanism an und ist ein Versuch, die verschiedenen sozialen, gesundheitlichen, Energie, wirtschaftlichen, aesthetischen und Umweltprobleme zu lösen, mit besonderem Augenmerk auf die Verminderung der Rolle des Autos. Ein Viertel oder eine neue Stadt, die sich die NP zu Nutze macht, nennt man Pedestrian Village (Fußgängerdorf). Pedestrian Villagen (Fußgängerdörfer) können von nahezu autofrei bis zur Anordnung von Autozufahrten hinter fast jedem Heim und Geschäft rangieren, jedoch die Fußgängerzone an sich ist immer vorne angeordnet.

## Trilogie
New Urban Cowboy ist die erste einer Serie von drei Dokumentationen, die Arths Vorstellung über das Lösen von Problemen und Zukunftstrends erläutert. Die beiden anderen Filme, deren Herausgabe für Ende 2008 vorgesehen ist, sind The Labors of Hercules: Modern Solutions to 12 Herculean Problems and UNICE: Universal Network of Intelligent Conscious Entities.

## Reaktion
Im Allgemeinen erhielt New Urban Cowboy hoch favorisierende Kritiken, sogar schon in der früheren Filmfestival Version. Akademische Kritiken über Arths städteplanerische Philosophie, New Pedestrianism, wie sie in dem Film (und auch anderswo) ausgedrückt wurden, waren ebenfalls stark favorisierend.

## Filmemacher
- Michael Edward Arth: Produzent, Kameramann
- Blake Wiers: Redakteur, Kameramann
- Helena Lea: Musikredakteur